# Pierre Véron (journaliste)
Ne doit pas être confondu avec Pierre Véron (avocat).
Pour les articles homonymes, voir Véron.
Pierre-Louis Véron né le 19 avril 1831 à Paris 1er où il est mort le 3 novembre 1900, est un journaliste et écrivain français.

## Biographie

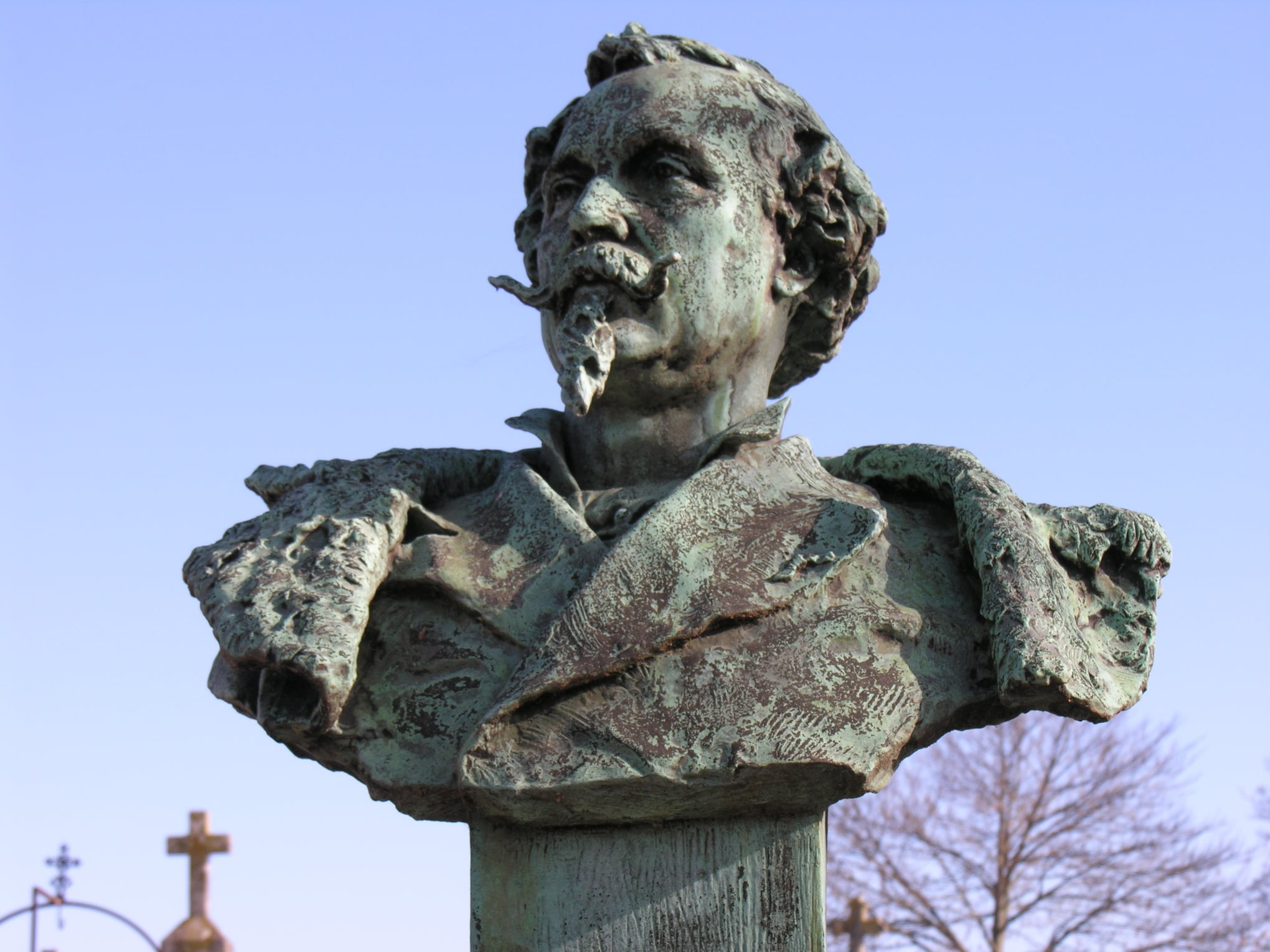
Jean Gautherin, Pierre Véron (1880), Paris, cimetière du Montparnasse.

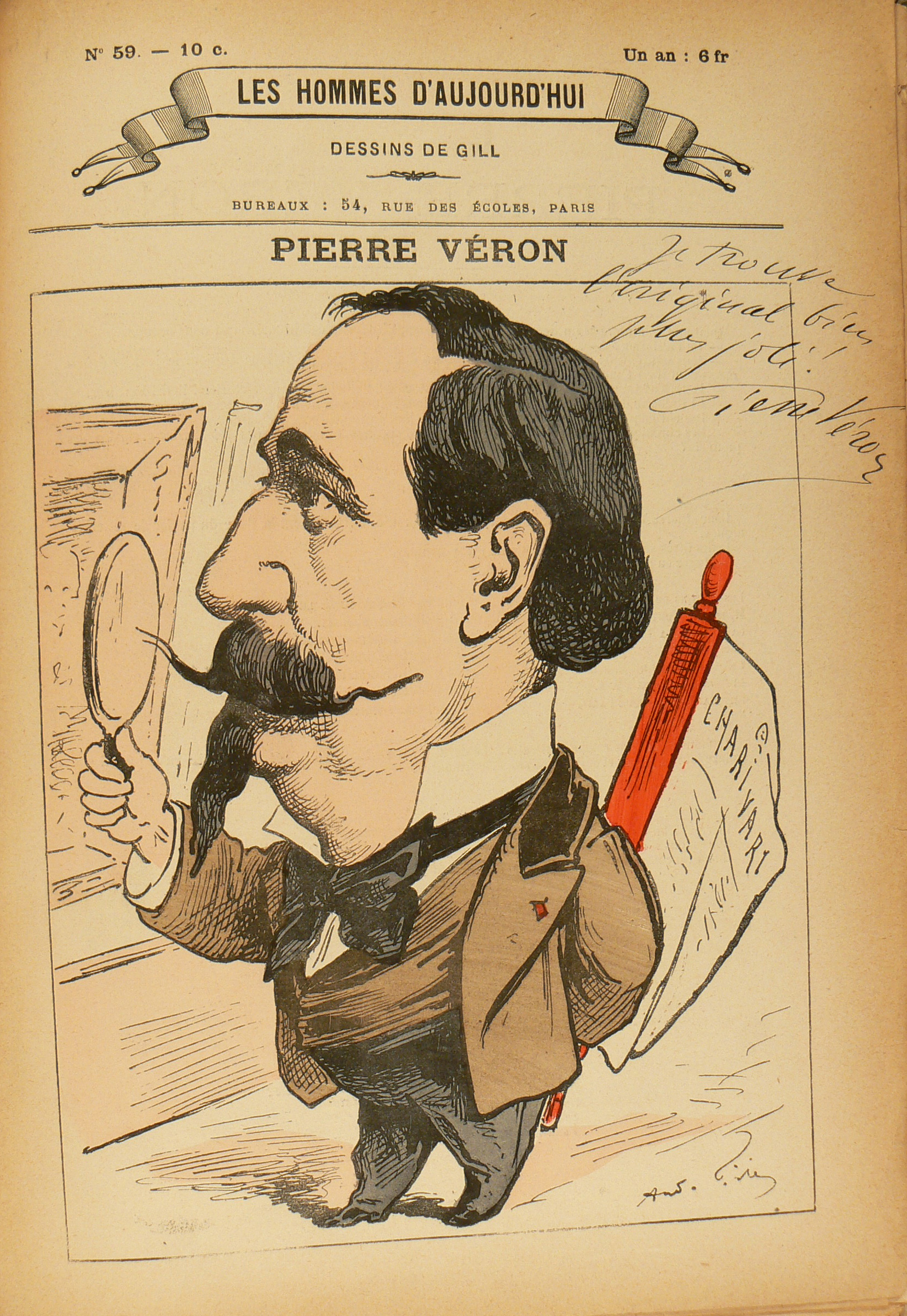
Caricature de Pierre Véron par André Gill.

Né le 19 avril 1831 au 5, rue des Vignes à Paris, Pierre-Louis Véron est le fils de Louise-Aimée Véron (née en 1809) et d'un père inconnu.
À l'issue de brillantes études et après avoir envisagé d'entrer à l’École normale, Pierre Véron se tourne très tôt vers la littérature et le journalisme. Après avoir débuté en 1854, il collabore jusqu'en 1858 à la Revue de Paris et à La Chronique et publie en 1857 un recueil de poésies, Réalités humaines. Au début des années 1860, il est le secrétaire de l'homme de lettres Philarète Chasles.
En 1859, Véron est entré au Charivari, célèbre revue satirique, dont il devient le rédacteur en chef et le directeur après la mort de Louis Huart en décembre 1865. Il succède également à Huart en tant que rédacteur en chef du Journal amusant.

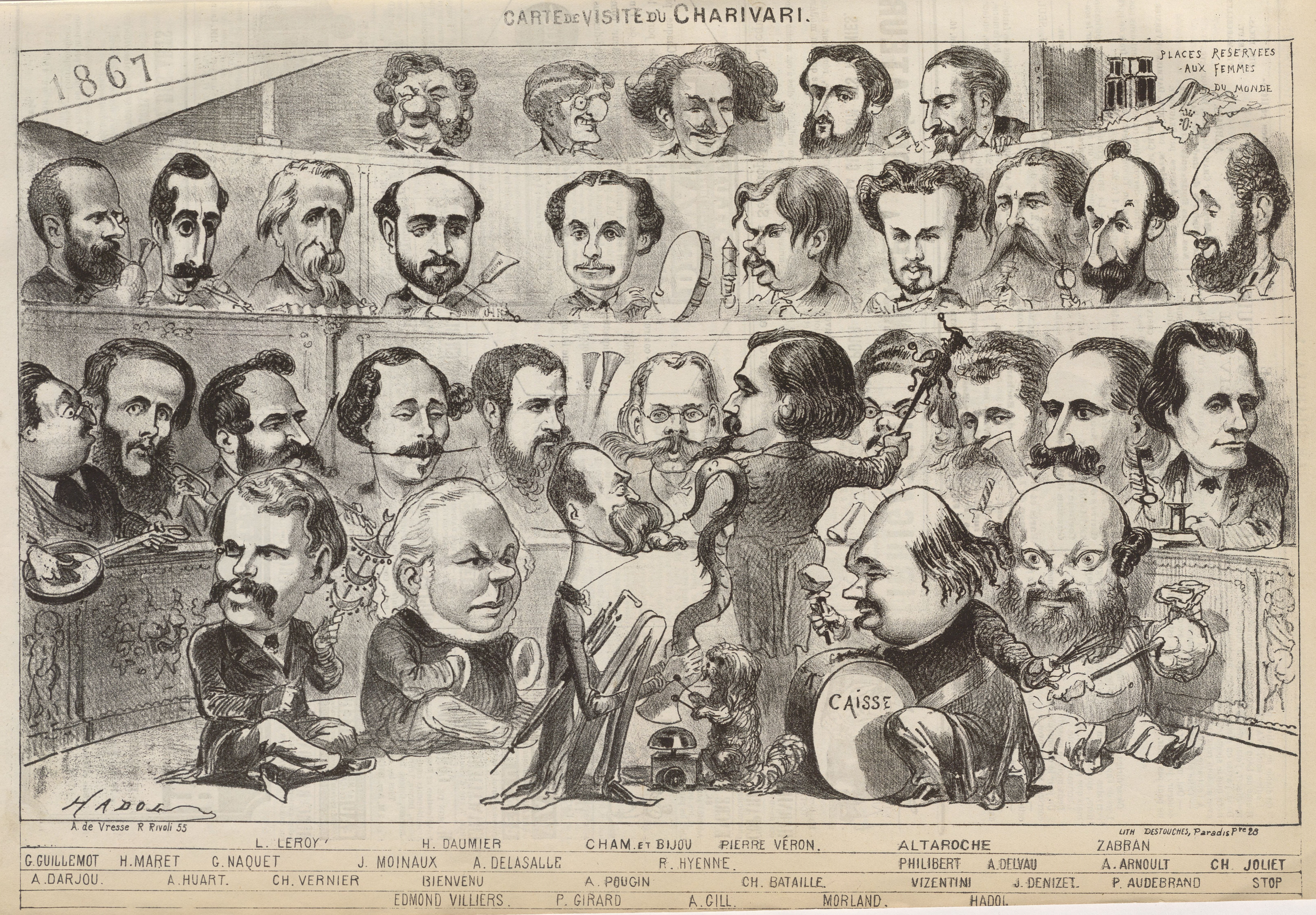
Carte de visite du Charivari, par Paul Hadol, le 2 janvier 1867 avec des portraits caricatures des contributeurs, notamment Pierre Véron en bas, au centre en chef d'orchestre du journal

Chroniqueur attitré du Monde illustré, il collabore à de nombreux journaux tels que Le Courrier de Paris, L'Illustration, Le Petit Journal, Le Journal illustré, L'Avenir national, L'Opinion nationale, Le Nain jaune et La Petite Presse. Fondateur du Paris-Journal, il y a pour collaborateur le jeune Alphonse Daudet. Signant le plus souvent ses articles de son véritable nom, il utilise également des pseudonymes tels que « Jean de Paris », « Neuter », « Paul Ralph », « Fantasio » ou encore « Paul Girard ».
Pierre Véron est aussi l'auteur de très nombreuses œuvres d'esprit boulevardier, recueils d'articles et récits humoristiques de mœurs parisiennes.
Membre de la Société des auteurs et compositeurs dramatiques, il a écrit quelques pièces de théâtre, telles que Sauvé, mon Dieu ! (vaudeville en un acte, avec Henri Rochefort) en 1865 ou Les Affolés (comédie en quatre actes, avec Edmond Gondinet) en 1883, toutes deux créées au Théâtre du Vaudeville. Il a également mis des paroles sur des compositions de Charles Gounod et de Paul Henrion et a servi de librettiste à Robert Planquette.
Par décret du 7 février 1878, il est nommé chevalier de la Légion d'honneur.
Marié depuis 1856 à Nathalie-Laure Angerant, Pierre Véron divorce en 1885 et se remarie quatre ans plus tard avec Euphémie-Marie-Augustine Heuse,.
Entre mars et juillet 1899, Pierre Véron met fin, pour raison de santé, à ses collaborations au Charivari et au Journal amusant. Mort subitement l'année suivante à son domicile du 182, rue de Rivoli, il est inhumé au cimetière du Montparnasse. Sa tombe est surmontée d'un buste en bronze sculpté par Jean Gautherin.

### Soirées artistiques

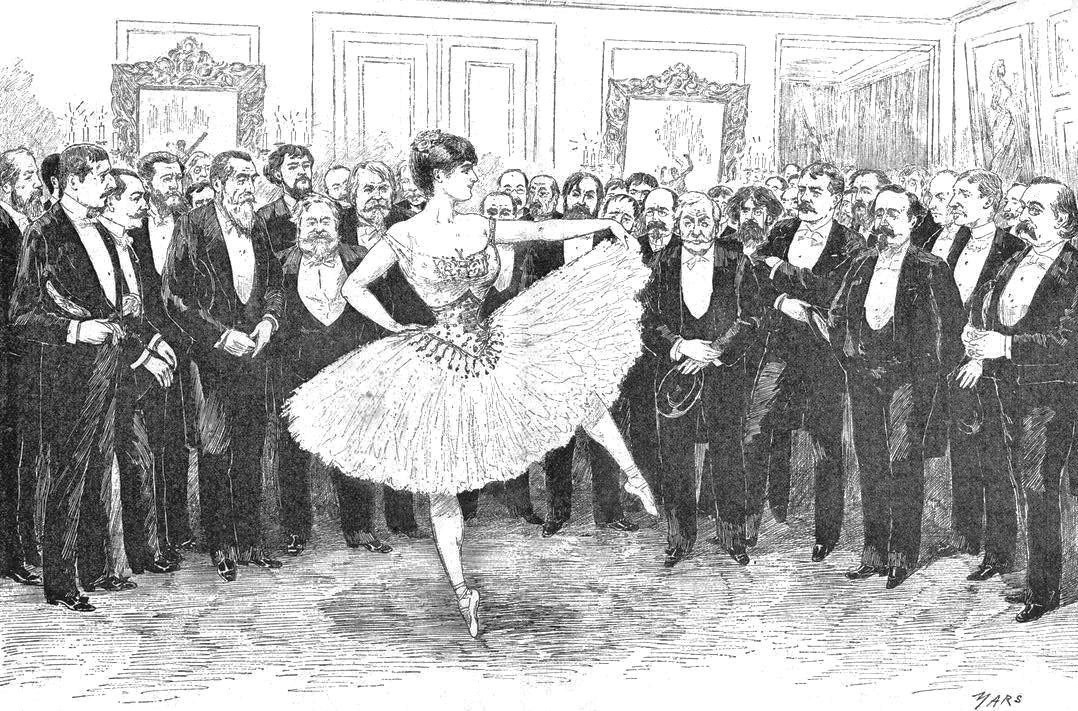
Danse de Julia Subra à la fête du cinquantenaire du Charivari, chez Pierre Véron. Ferdinand de Lesseps ainsi que de nombreux artistes et hommes de lettres sont présents.

Entre la fin du Second Empire et celle des années 1880, les salons de Pierre Véron, rue des Pyramides puis rue de Rivoli, accueillent de prestigieux dîners et de brillantes soirées musicales et théâtrales où se produisent notamment Sarah Bernhardt, Anna Judic, Coquelin aîné et Marcella Sembrich, qui y fait sa première apparition parisienne.
On y croise des journalistes, dramaturges et autres hommes de lettres (Altaroche, Augier, Banville, Bapst, Bornier, Blum, Claretie, Crémieux, Daudet, Deslandes, Déroulède, Doucet, Droz, Fouquier, Gondinet, Hepp, Houssaye, d'Hubert, Jollivet, Labiche, Leroy, Mayer, Meyer, Ney, Pailleron, Pittié, Rivet, Second, Ulbach, Vacquerie, Vitu, Wolff, Yriarte), des peintres et sculpteurs (Appian, Bartholdi, Béraud, Breton, Detaille, Duez, Duran, Étex, Falguière, Grévin, Guillemet, Harpignies, Heilbuth, Jundt, Lalanne, Lansyer, Lix, Mars, Millet, Neuville, Stop) ainsi que des personnalités du monde musical (Delibes, Gounod, Grisart, Heugel, Massenet, Tamberlick) et même quelques hommes politiques (Andrieux, Bardoux, Camescasse, Cazot, Choiseul, Girot-Pouzol, Guyot-Lavaline, Hébrard, Lefranc, Marcère, Proust, Sée, Tirard),,,,,.
Les nombreux convives sont accueillis dans une salle à manger décorée par Detaille et Harpignies, où l'on peut admirer des panneaux décoratifs de Feyen-Perrin, Guillemet, Lansyer, Monginot, Appian, Doré, Mouillon, Grévin, Cham et Jundt.

## Œuvres
- Réalités humaines, Paris, Amyot, 1857.
- Paris s'amuse, Paris, Édouard Dentu, 1861.
- Les Marionnettes de Paris, Paris, Édouard Dentu, 1861.
- Les Gens de théâtre, Paris, Édouard Dentu, 1862.
- Les Souffre-plaisir, Paris, Édouard Dentu, 1862.
- Le Roman de la femme à barbe - Messieurs du tréteau, Paris, Édouard Dentu, 1863.
- La Comédie du voyage, Paris, Édouard Dentu, 1863.
- Maison Amour et Cie, Paris, Édouard Dentu, 1864.
- Monsieur Personne, Paris, Édouard Dentu, 1864.
- Avez-vous besoin d'argent ?, Paris, Librairie centrale, 1865.
- La Famille Hasard, Paris, Librairie centrale, 1865.
- Le Pavé de Paris, Paris, Librairie centrale, 1865.
- (Avec Henri Rochefort) Sauvé, mon Dieu !, Paris, Librairie centrale, 1865.
- (Avec Henri Rochefort) La Confession d'un enfant du siècle, Paris, Librairie centrale, 1866.
- La Foire aux grotesques, Paris, Librairie centrale, 1866.
- Par devant Monsieur le maire, Paris, Librairie centrale, 1866.
- Monsieur et Madame Tout-le-monde, Paris, A. de Vresse, 1867.
- La Comédie en plein vent, Paris, Librairie centrale, 1867.
- La Mythologie parisienne, Paris, A. de Vresse, 1867.
- L'Âge de fer-blanc, Paris, A. de Vresse, 1868.
- Les Pantins du boulevard, Paris, A. de Vresse, 1868.
- Les Phénomènes vivants, Paris, A. de Vresse, 1868.
- La Boutique à treize, Paris, A. de Vresse, 1869.
- Les Grimaces parisiennes, Paris, A. de Vresse, 1869.
- Je, tu, il, nous, vous, ils, Paris, A. de Vresse, 1869.
- Les Marchands de santé, Paris, Lévy frères, 1872.
- Le Carnaval du dictionnaire (24 dessins par Hadol), Paris, Lévy frères, 1874.
- Paris comique sous le Second Empire, Paris, Lévy frères, 1874.
- Paris à tous les diables, Paris, Lévy frères, 1874.
- Ces monstres de femmes, Paris, Lévy frères, 1875.
- Les Dindons de Panurge, Paris, Lévy frères, 1875.
- Le Sac à la malice, Paris, Lévy frères, 1875.
- Le Panthéon de poche, Paris, Degorce-Cadot, 1875.
- (Avec Robert Planquette), La Confession de Rosette, Paris, Heugel, 1876.
- (Avec Robert Planquette), On demande une femme de chambre, Paris, Heugel, 1876.
- (Avec Robert Planquette), Vieux Billets doux !, Paris, au Ménestrel, 1876.
- Les Coulisses artistiques, Paris, Édouard Dentu, 1876.
- La Vie fantasque, Paris, C. Lévy, 1876.
- Nos bons contemporains, Paris, C. Lévy, 1877.
- Les Chevaliers du macadam, Paris, C. Lévy, 1877.
- Le Nouvel art d'aimer, Paris, Édouard Dentu, 1877.
- Les Mangeuses d'homme, Paris, Édouard Dentu, 1878.
- En 1900, Paris, C. Lévy, 1878.
- Ressemblance garantie, Paris, C. Lévy, 1878.
- (Avec Robert Planquette) Le Chevalier Gaston, Paris, Bathlot, 1879.
- Ohé ! vitrier !, Paris, Édouard Dentu, 1879.
- (Avec Edmond Gondinet) Tant plus ça change, Paris, C. Lévy, 1879.
- Visages sans masques, Paris, Édouard Dentu, 1879.
- Les Araignées de mon plafond, Paris, Édouard Dentu, 1880.
- Côté du cœur - Paris vicieux (400 dessins d'Alfred Grévin), Paris, Édouard Dentu, 1881.
- La Chaîne des dames (400 dessins d'Alfred Grévin), Paris, Édouard Dentu, 1880.
- Les Coulisses du grand drame, Paris, C. Lévy, 1882.
- La Mascarade de l'histoire (illustrations de Draner), Paris, Édouard Dentu, 1882.
- Les Mémoires des passants, Paris, Édouard Dentu, 1882.
- Allons-y gaiment !, Paris, Édouard Dentu, 1883.
- (Avec Edmond Gondinet) Les Affolés, Paris, C. Lévy, 1883.
- Le Guide de l'adultère (illustrations d'Henriot), Paris, Édouard Dentu, 1883.
- L'Art de vivre cent ans (illustrations de Draner), Paris, Édouard Dentu, 1884.
- Paris qui grouille, Paris, Édouard Dentu, 1884.
- Galop général !, Paris, Édouard Dentu, 1885.
- Les Comédies de l'alcôve (illustrations d'Henriot), Paris, Édouard Dentu, 1885.
- Le Tir aux oisons, Paris, Édouard Dentu, 1886.
- L'Amour de Babel (illustrations de Draner), Paris, Édouard Dentu, 1886.
- Boutique de plâtres, Paris, Édouard Dentu, 1886.
- Les Points sur les i, Paris, Édouard Dentu, 1886.
- De vous à moi, Paris, Édouard Dentu, 1887.
- Les Propos d'un boulevardier, Paris, Édouard Dentu, 1888.
- La Vie galante (illustrations de Draner), Paris, Librairie moderne, 1888.
- Paris amoureux, Paris, C. Lévy, 1891.lire en ligne sur Gallica